# 1139

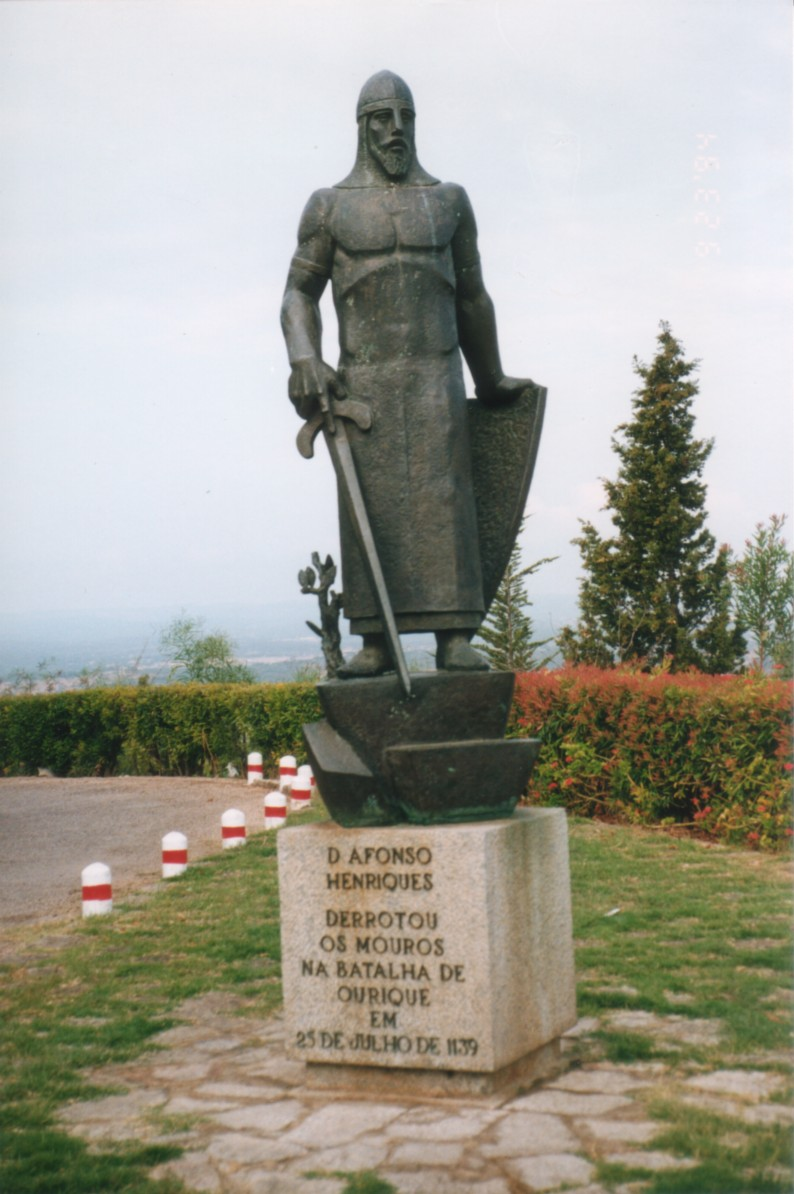
Estátua de D. Afonso Henriques, comemorativa da vitória na batalha de Ourique.

| Calendário gregoriano                                                        | 1139 MCXXXIX                                          |
| Ab urbe condita                                                              | 1892                                                  |
| Calendário arménio                                                           | 588 – 589                                             |
| Calendário bahá'í                                                            | -705 – -704                                           |
| Calendário budista                                                           | 1683                                                  |
| Calendário chinês                                                            | 3835 – 3836 Início a 2 de fevereiro (aproximadamente) |
| Calendário copta                                                             | 855 – 856                                             |
| Calendário etíope                                                            | 1131 – 1132                                           |
| Calendários hindus - Vikram Samvat - Calendário nacional indiano - Cáli Iuga | 1194 – 1195 1060 – 1061 4239 – 4240                   |
| Calendário Holoceno                                                          | 11139                                                 |
| Calendário islâmico                                                          | 533 – 534                                             |
| Calendário judaico                                                           | 4899 – 4900                                           |
| Calendário persa                                                             | 517 – 518                                             |
| Calendário rúnico                                                            | 1389                                                  |
| Calendário solar tailandês                                                   | 1682                                                  |

1139 (MCXXXIX na numeração romana) foi um ano comum do século XII do Calendário Juliano, da Era de Cristo, a sua letra dominical foi A (52 semanas), teve início a um domingo e terminou também a um domingo. No reino de Portugal estava em vigor a Era de César que já contava 1177 anos.
| Ano completo                    |
| ------------------------------- |
| Ano comum com início ao domingo |

## Eventos
- Abril - O Latrão II foi o décimo concílio ecumênico da Igreja católica. Entre as principais características deste concílio, estão: Declaração de Pedro Leoni (Pierleoni), sob o nome de Papa Anacleto II, como sendo um antipapa, estabelecendo assim o fim do cisma do Antipapa Anacleto II. Condenação dos erros dos petrobrusianos e dos henriquianos.
- Portugal declara-se independente do antigo e extinto Reino de Leão.
- 25 de Julho - A Batalha de Ourique salda-se por uma estrondosa vitória das forças portuguesas sobre os Mouros.
- 26 de Julho - D. Afonso Henriques é aclamado rei de Portugal, tornando este um Estado independente.

## Nascimentos
- 16 de Junho - Konoe, 76º imperador do Japão.

## Mortes
- 19 de Outubro - Godofredo I de Namur, conde de Château-Porcien e de Namur n. 1068.
- 25 de Janeiro - Godofredo I de Brabante n. 1060, conde de Brabante.